# クレイグ・ポーソン
クレイグ・ポーソン（英: Craig Pawson、1979年3月2日 - ） は、サウス・ヨークシャーに拠点に活動するイングランドのサッカー審判員。主にプレミアリーグで活動している。シェフィールド＆ハラムシャー郡サッカー協会所属。

## キャリア
1993年から審判を務めており、 2012-13シーズンにはフットボールリーグで定期的に審判を務めている。彼はEFLチャンピオンシップで12試合を担当、ウェンブリー・スタジアムで行われたEFLリーグ2プレーオフ決勝・クルー・アレクサンドラ対チェルトナム・タウンの一戦を担当した。
彼の最初のプレミアリーグ担当試合は、2013年3月にリバティ・スタジアムで行われたスウォンジー・シティとニューカッスル・ユナイテッドの試合で、スウォンジーが1対0で勝利した。
ポーソンは、2014年4月にウェンブリーで行われたFAカップ準決勝・ウィガン・アスレティック対アーセナルの第4審に任命された。
2015年、ポーソンはFIFA国際審判員リストに掲載された。これは、国際試合のほか、 UEFAチャンピオンズリーグとUEFAヨーロッパリーグの審判として務めることができることを意味する。ポーソンはイギリスからは7番目の審判となった。
彼は、チェルシーがトッテナムを2-0で下したウェンブリーでのフットボールリーグカップ2014-2015決勝の第4審を務めた。さらに同年5月30日にアーセナルとアストン・ヴィラの間で行われたFAカップ2014-2015決勝でも第4審を務めた。

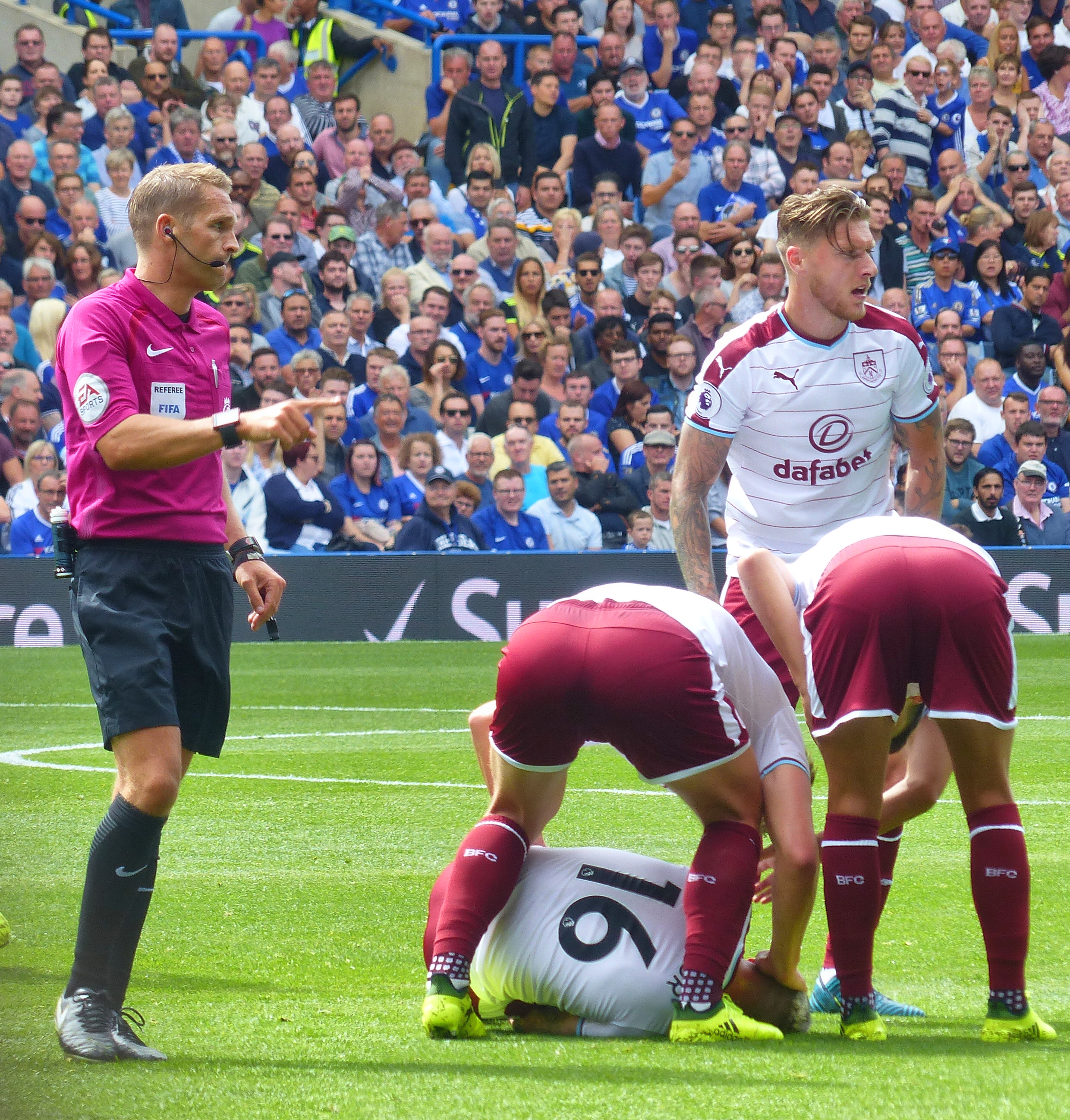
2017年8月、スタンフォード・ブリッジで行われたチェルシーvsバーンリーを担当するポーソン

2019年5月、ポーソンはダービー・カウンティとリーズ・ユナイテッドの間で争われたEFLチャンピオンシッププレーオフ準決勝を担当。この試合は、シーズンの早い時期に、リーズがダービー・カウンティの練習場にスパイを送り込んだという、いわゆる「スパイゲート事件」が発生し、リーズがEFLから罰金20万ポンドという厳罰を科されたこともあって、特に注目を集めたゲームとされた。ゲームは、ポーソンが後半にダービーにペナルティを与え物議を醸したものの、副審のアドバイスでこれを覆し、最終的にリーズが0–1で勝利した。